# Staufer (Rebsorte)
Staufer ist eine Weißweinsorte. Es handelt sich um eine interspezifische Neuzüchtung (Hybridrebe) zwischen Bacchus x Villard Blanc. Der Name leitet sich vom Geschlecht der Staufer ab. Ursprünglich war der Name Silva vorgesehen. Dieser Name wurde jedoch wegen der Verwechslungsgefahr mit dem Namen des Silvaners aufgegeben. Die Kreuzung erfolgte durch Gerhardt Alleweldt am Institut für Rebenzüchtung Geilweilerhof in Siebeldingen. Die Sorte erhielt im Jahr 1994 den Sortenschutz und in demselben Jahr erfolgte die Eintragung in die Sortenliste. 
Staufer ist frostempfindlicher als der Riesling und verfügt über eine gute Resistenz gegen Mehltau (Falscher Mehltau und Echter Mehltau). Wirtschaftlich bedeutungslos, sind in Deutschland ca. drei Hektar Rebfläche bestockt (Stand 2001). Der Wein ist kräftig und von neutral bis fruchtig, vom Typus zwischen Silvaner und Riesling liegend.
Siehe auch den Artikel Weinbau in Deutschland sowie die Liste von Rebsorten.
Synonym: Zuchtstammnummer Gf Ga-54-14
Abstammung: Bacchus × Villard Blanc

## Ampelographische Sortenmerkmale
In der Ampelographie wird der Habitus folgendermaßen beschrieben:
- Die Traube ist mittel bis groß, lockerbeerig. Die etwas oval geformten Beeren sind groß. Mit fortschreitender Reife neigen die Beeren zum Aufplatzen und lösen sich leicht vom Stielgerüst.

Die Beeren reifen etwas später als der Müller-Thurgau, jedoch etwas früher als der Silvaner.